# Euglossa aureiventris
Euglossa aureiventris är en biart som beskrevs av Heinrich Friese 1899. Euglossa aureiventris ingår i släktet Euglossa, tribus orkidébin, och familjen långtungebin. Inga underarter finns listade.